# Санта-Крус-де-ла-Сарса
Санта-Крус-де-ла-Сарса (ісп. Santa Cruz de la Zarza) — муніципалітет в Іспанії, у складі автономної спільноти Кастилія-Ла-Манча, у провінції Толедо. Населення — 4940 осіб (2010).
Муніципалітет розташований на відстані близько 65 км на південний схід від Мадрида, 70 км на схід від Толедо.

## Демографія
Динаміка населення (INE ):

## Галерея зображень

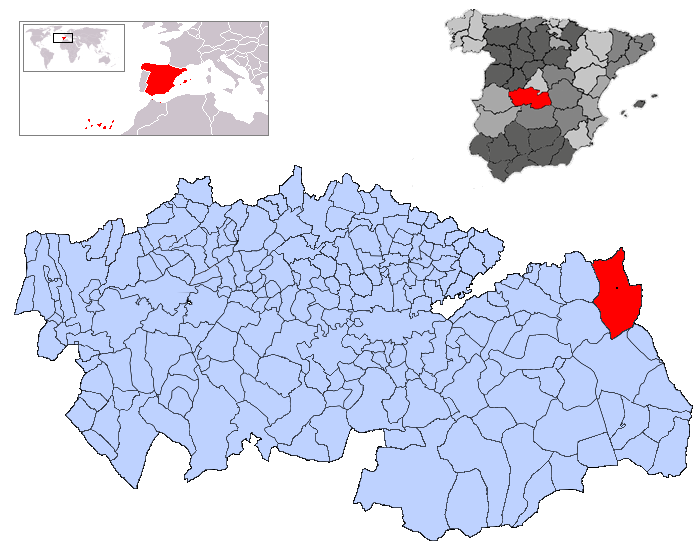
Розташування муніципалітету Санта-Крус-де-ла-Сарса
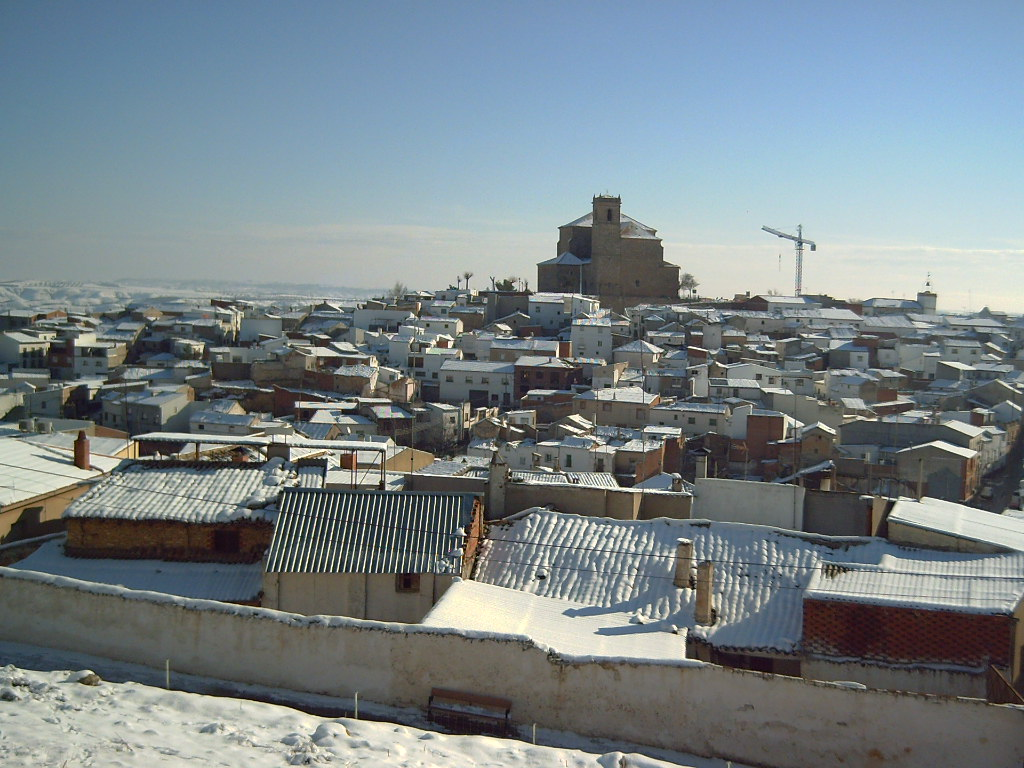
Муніципалітет @~ після снігопадів в лютому 2006 року
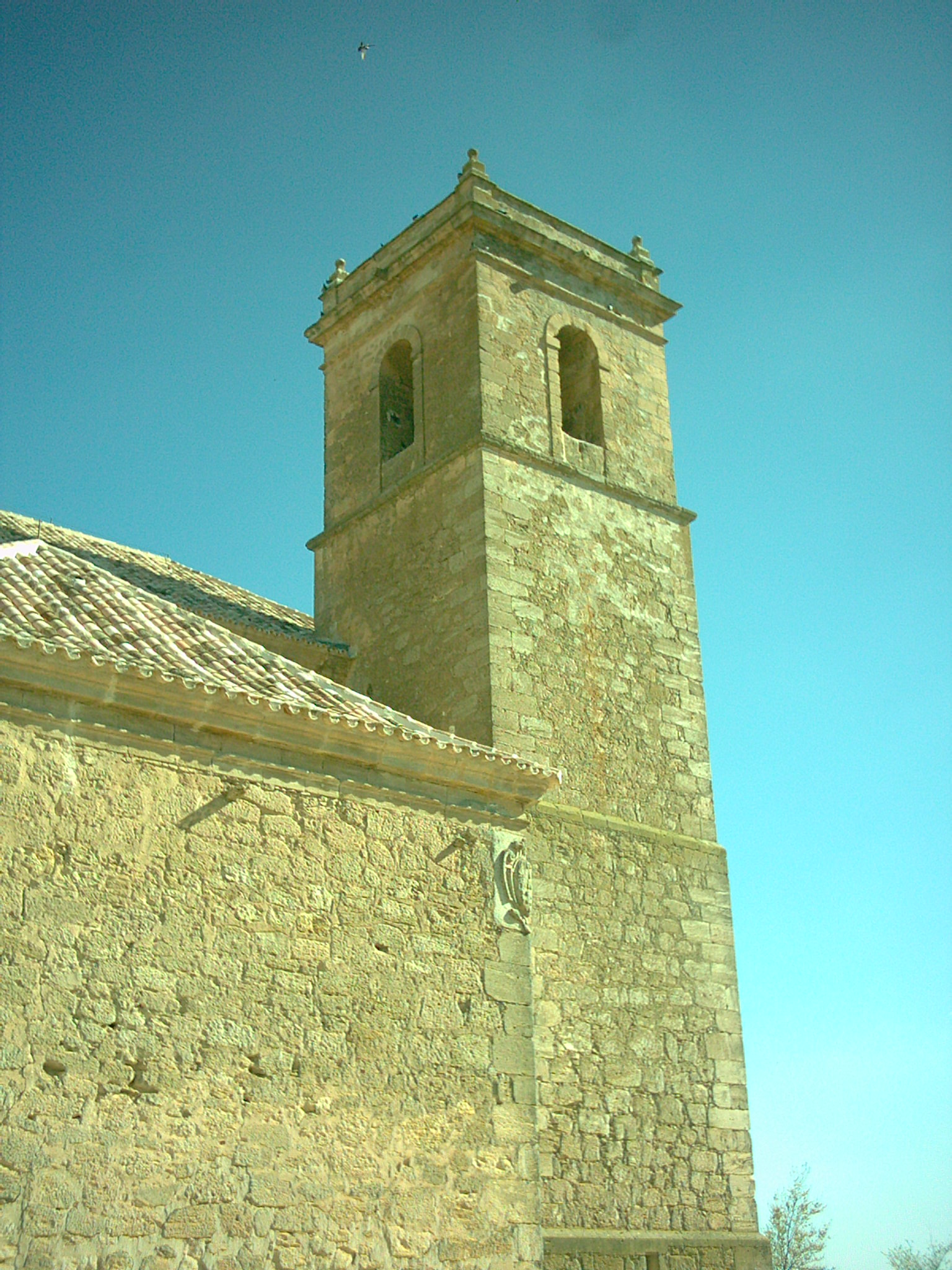
Церква Сантьяго-Апостол